# ARM Guanajuato (P0-153)
El ARM Guanajuato (PO-153) es un buque patrulla oceánica de la Clase Durango de la Armada de México con una torreta principal de 4 pulgadas Helipad y hangar para helicópteros, actualmente se utiliza principalmente para la lucha contra los cárteles de drogas y la seguridad marítima en las aguas territoriales de México. Esta también armado con misiles 9K38 Igla. Al igual que otros buques de esta clase, fue diseñado y construido en los astilleros de México, y se refiere a la misma a veces como una fragata compacta. Fue nombrado por el estado mexicano de Guanajuato
.

## Operaciones de socorro en casos de desastre
En un esfuerzo por ayudar a la población haitiana, el gobierno mexicano envió 20 toneladas de ayuda alimentaria a Haití. A cargo de la tarea fue el Guanajuato ARM, el buque zarpó del puerto de Coatzacoalcos, Veracruz y llegó a Puerto Príncipe el 18 de junio.